# 應用文
應用文，又名實用文，是個人或機關、團體相互間，因公因私往來而使用之各種特定的文字格式，是種應用於日常生活，並有特定目的的文類。 

## 種類
- 書信
- 便條
- 說明書
- 公文
- 申請書：是向機關或上級提出請求事項的文書。[1]申請書的格式不一，在中華民國通常為表格型式，有時會稱之為「申請表」；[2]而在中華人民共和國，雖然也有表格型式，但非表格仍頗為常見，故部分應用文專業書籍以公文或書信格式作說明。[3][4]
- 會議記錄
- 啟事
- 日記
- 演講辭
- 新聞報道
- 新聞稿、記者稿
- 報告
- 通知
- 賀辭：賀辭是在重要場合以及節慶之時，為表達祝賀之意而藉由口頭或文字所抒發之言詞。

## 外部連結
- 國有財產署各種申請書表下載 （页面存档备份，存于）